# Jerzy Siemiginowski-Eleuter

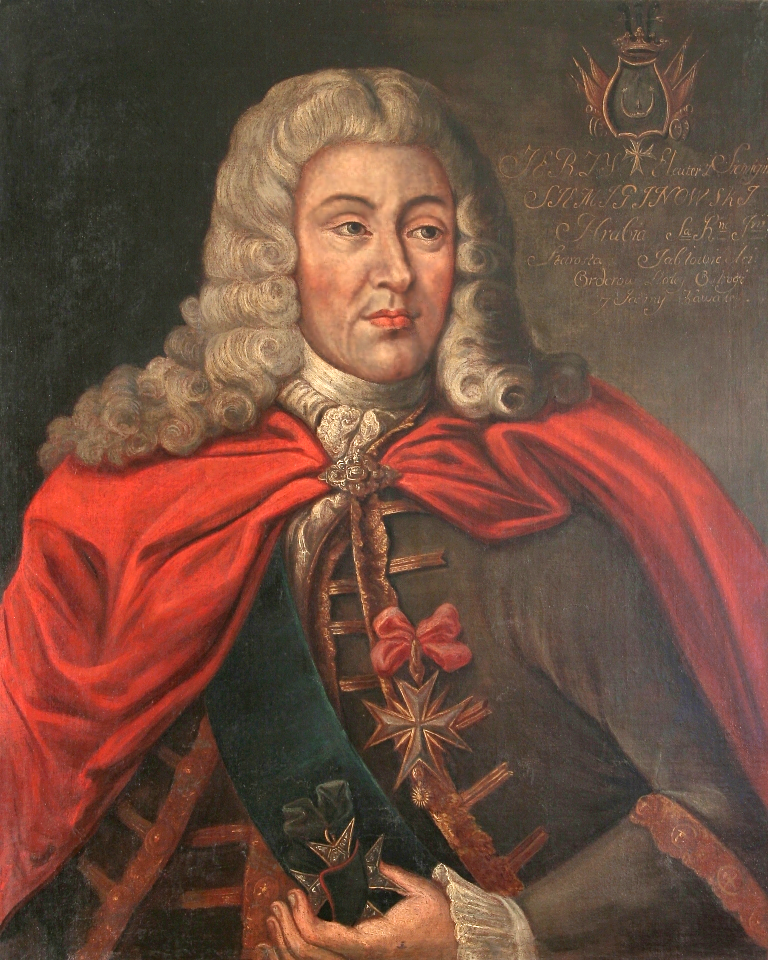
Porträt, 1710

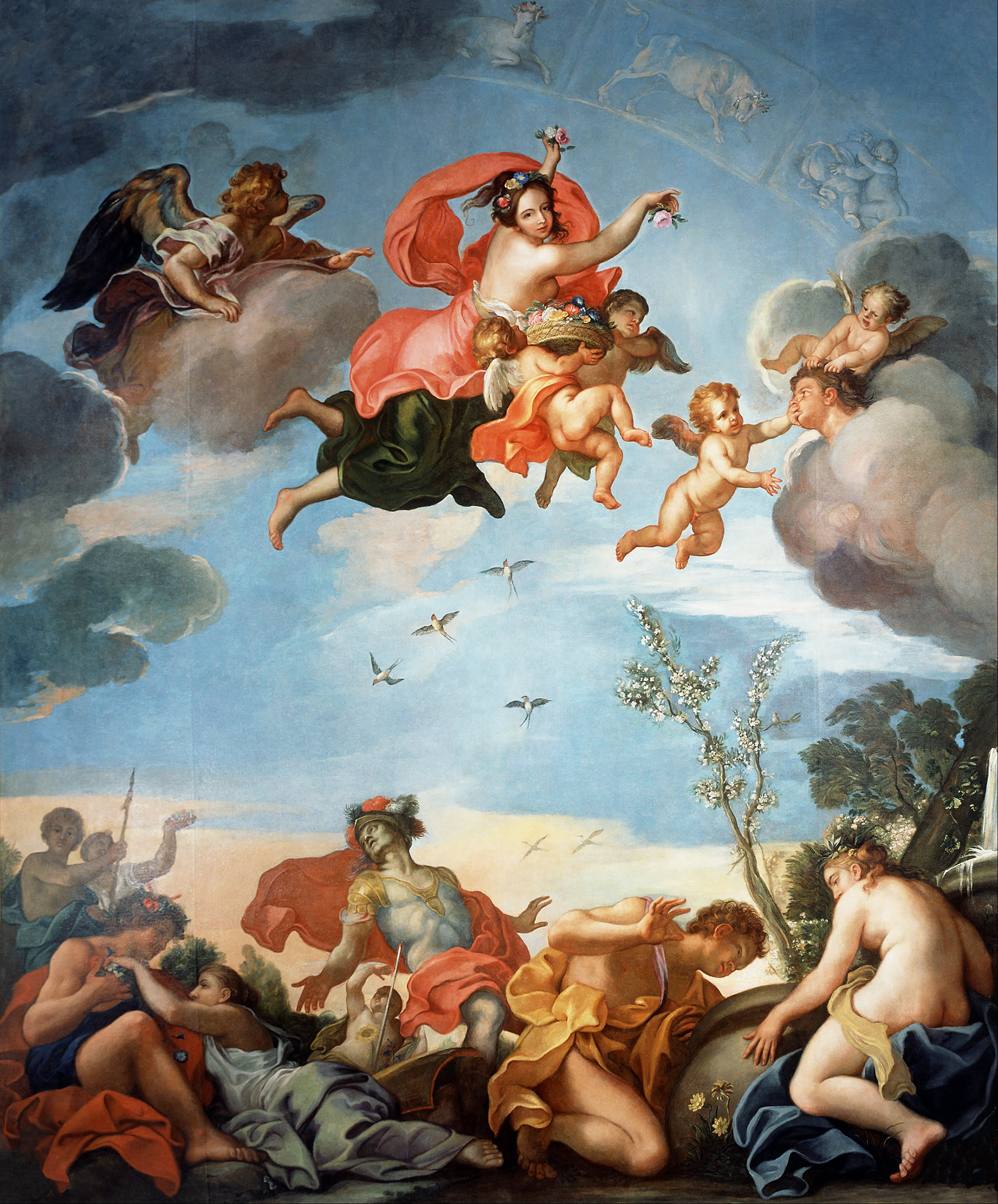
Frühling, nach 1680, Schloss Wilanów

Jerzy Siemiginowski-Eleuter (* 1660 in Lemberg, Polen-Litauen; † 1711 ebenda) war ein polnischer Barockmaler aus Lemberg. Er stammte aus der Familie der  Szymonowicz, die armenische Wurzeln hatte.

## Leben
Siemiginowski-Eleuter kam als Sohn des Malers Jerzy Szymonowicz in Lemberg zur Welt. Er fand in König Johann III. Sobieski einen Förderer, der ihm Studien in Italien und Frankreich ermöglichte. 1682 erhielt er in Rom eine Auszeichnung der Accademia di San Luca und wurde ihr Mitglied. Vom Papst erhielt er den Orden vom Goldenen Sporn. 1684 nahm er daraufhin den Namen Eleuter, der Freie, an. Nach seiner Rückkehr nach Polen-Litauen erhielt er von Johann III. Sobieski die Auszeichnung Eques Auratus sowie das Dorf Łuka bei Solotschiw. Nach dem Tod von Johann III. Sobieski und der Niederlage seines Sohnes Jakob Louis Heinrich Sobieski bei der Königswahl blieb er am Hof von Alexander Benedikt Sobieski. Er arbeitete aber auch für August den Starken. 1701 wurde er in die Adelsfamilie der Siemiginowski aufgenommen. Fortan nannte er sich Siemiginowski-Eleuter.

## Werke
Nach seiner Rückkehr aus Italien arbeitete Siemiginowski-Eleuter vor allem am Königshof von Johann III. Sobieski in Warschau, nahm jedoch auch Aufträge anderer Gönner an. Bei der Ausgestaltung des Schlosses Wilanow für den König stand er der Malerwerkstatt vor, nachdem er um 1686  Claude Callot abgelöst hatte. Siemiginowski-Eleuter malte zahlreiche Porträts, Gemälde und Fresken für das Schloss. Den König und seine Familie malte er mehrere Male. Daneben malte er auch religiöse Gemälde für die Kirchen Warschaus und Krakaus, unter anderem für die Krakauer Annakirche, die Warschauer Heilig-Kreuz-Basilika und die Warschauer Kapuzinerkirche. Er schuf auch Graphiken und architektonische Pläne. 1700–1702 stand er den Arbeiten bei den Seitenflügeln des Schlosses Wilanów vor.